# Cacciaguida
Cacciaguida degli Elisei est un chevalier de la seconde croisade né à Florence vers 1091 et mort en Palestine vers 1148. Il est le trisaïeul de Dante Alighieri, auteur de la Divine Comédie.

## Biographie
Peu de choses nous sont parvenues concernant ce personnage en dehors de deux documents de 1189 et de 1201 qui attestent de son existence. Les autres détails de sa biographie sont ceux transmis par Dante sous la forme indirecte dans sa description de leur rencontre imaginaire dans la Divine Comédie. Né à Florence autour de 1091 il fut adoubé par Conrad III de Souabe qu'il suivit lors de la deuxième croisade (1147-1149) en Palestine où il trouva la mort vers 1148.

## LaDivine Comédie
Dante rencontre son aïeul pendant son voyage imaginaire (it) au Paradis, traversant le « ciel de Mars » qui abrite les âmes des combattants de la foi : la chronique de la rencontre occupe les trois chants XV, XVI et XVII du troisième cantique de la Divine Comédie. Au-delà de leur valeur littéraire et artistique, les trois chants sont importants du point de vue historique car ils fournissent de nombreuses informations sur la famille Alighieri et la Florence du XIIe siècle.
Au chant XV, Cacciaguida raconte à Dante la Florence de son temps, encore comprise dans les premiers murs d'enceinte remontant à l'époque de Charlemagne (une seconde enceinte avait été construite au temps de Dante, en 1173, à son tour remplacée par une troisième projetée en 1284 et achevée en 1333). La Florence de cette époque est décrite comme une petite ville « sobre et pudique », tellement différente de celle du temps de Dante. Les femmes d'alors, raconte Cacciaguida, ne se promenaient pas avec des habits coûteux et des bijoux, la naissance d'une fille n'effrayait pas à l'idée d'une riche dot, les maisons étaient modestes et l'aspect extérieur de Florence n'était pas encore fastueux, les comportements sexuels extravertis n'avaient pas cours, les nobles allaient vêtus avec modestie et n'éprouvaient pas de honte à exercer d'humbles professions, les familles ne couraient pas le danger de l'exil ou de l'éloignement pour le commerce. À la fin du chant XV, on apprend que Cacciaguida eut deux frères, Moronto et Eliseo (dont descend l'antique famille florentine des Elisei ; l'identification de Moronto avec les Moronci de Arco à partir des documents de la Badia Fiorentina est pour le moins douteuse étant donné qu'ils remontent à 1076), qu'il épousa une femme de l'Italie septentrionale (une Aldighieri de Ferrare, précisera par la suite Boccace) qui fut à l'origine du nom Alighieri, qu'il guerroya en Terre sainte contre les mécréants aux côtés de l'empereur Conrad qui le fit chevalier et qu'il y trouva la mort. 
Dans le chant XVI, Cacciaguida répond aux questions que Dante lui pose sur la Florence d'autrefois : de ses réponses, le lecteur apprend que la ville avait un cinquième des habitants par rapport au début du XIVe siècle, qu'elle n'avait pas encore vu l'immigration des familles du contado, souvent source de délinquance, et que la limite de la cité se trouvait alors au Galluzzo et à Trespiano. Cacciaguida dit que l'immigration de nouvelles personnes, favorisée par l'Église, est la cause des discordes actuelles, qui conduit à la ruine de la ville et il conclut en énumérant de célèbres familles florentines puissantes alors mais déchues au temps de son petit-fils. Le chant se termine sur le récit du célèbre affrontement entre Amidei et Buondelmonti (it) en 1215 qui fut à l'origine de la lutte entre guelfes et gibelins.
Au chant XVII, Cacciaguida prédit à Dante les événements de sa vie future, l'exil de Florence et sa vie errante et solitaire. Il révèle aussi la mission de Dante à son retour dans le monde : par la bouche de Cacciaguida, Dieu investit le poète de la mission de révéler sa volonté à l'humanité pour la sauver, Dante est institué poète-prophète.